# ريد فاكشن: جوريلا
ريد فاكشن: جوريلا (بالإنجليزية: Red Faction: Guerrilla)‏ هي لعبة تصويب منظور الشخص الثالث وعالم مفتوح تم تطويرها عن طريق شركة فوليشن وتم نشرها عن طريق شركة تي إتش كيو لـ بلاي ستيشن 3 وإكس بوكس 360 في يونيو 2009 ولـ ميكروسوفت ويندوز في سبتمبر 2009. وهي اللعبة الثالثة في سلسلة ريد فاكشن.

## تعريب اللغة العربية
ظهرت اللغة العربية فقط في خيار Subtitle المتوفرة للغات الأجنبية.

## وصلات خارجية
- ريد فاكشن: جوريلا على موقع IMDb (الإنجليزية)

- مقطع اللعبة باللغة العربية على يوتيوب